# Leo McGarry
Leo Thomas McGarry es un personaje de ficción representado por el actor John Spencer en la serie de televisión El ala oeste de la Casa Blanca, papel gracias al que consiguió en 2003 el Emmy al mejor actor secundario de series dramáticas. El personaje de Leo McGarry aparece por primera vez en la serie en el cargo de jefe de personal de la Casa Blanca, además de ser el mejor amigo del protagonista, el presidente Josiah Bartlet, y figura paternal para sus altos subordinados, especialmente para su segundo, Josh Lyman. 

## Biografía del personaje
Leo McGarry procede de Chicago, Illinois, aunque parece tener ciertos vínculos familiares (probablemente alguno de sus parientes más cercanos naciera allí) con Boston, Massachusetts. Se sabe que al menos tiene dos hermanas, Elizabeth y Josephine, siendo esta última inspectora de un distrito escolar de la ciudad de Atlanta. McGarry es un alcohólico y adicto al valium en recuperación. Su padre, que se suicidó, también había sido alcohólico. A pesar de sus adicciones fue su apego al trabajo lo que le llevó al cargo de jefe de personal, algo que por otra parte terminó desencadenado su divorcio de su mujer Jenny.
McGarry es un coronel veterano de las Fuerzas Aéreas de los Estados Unidos que luchó en Vietnam a los mandos de un F-105 Thunderchief, donde fue derribado y herido. Antes de trabajar en la Casa Blanca, McGarry había sido secretario de Trabajo en una administración previa a la encabezada por el presidente Bartlet en la serie. Asimismo habla español de forma fluida. McGarry amasó una importante fortuna durante su etapa en la empresa privada como miembro de la junta directiva de una empresa de tecnología militar, Mueller-Wright Aeronautics, durante 10 a 12 años. Un chiste recurrente en la serie es que McGarry posee el dinero necesario para financiar cualquier proyecto del Gobierno escaso de fondos.
McGarry tuvo una hija con su exmujer Jenny, Mallory O'Brien, personaje recurrente en la serie y potencial novia de Sam Seaborn, aunque Sam y Mallory pasan gran parte de su tiempo discutiendo. Una vez que Sam abandona la Casa Blanca, el personaje de Mallory pasa gran tiempo sin aparecer, aunque en algún momento se sabe que se casó y tuvo un hijo.
Después de dimitir como secretario de Trabajo a mediados de 1997, McGarry se va a Nuevo Hampshire para intentar convencer al entonces gobernador Josiah Bartlet, viejo amigo suyo, de que se presente a la nominación presidencial del Partido Demócrata. Una vez que lo consigue, es nombrado director de campaña por Bartlet y contrata a grandes analistas políticos como Josh Lyman, Toby Ziegler, C.J. Cregg y Sam Seaborn como equipo de trabajo. Finalmente, el gobernador Bartlet, considerado en un principio por los medios como un candidato secundario, derrota al Senador por Texas John Hoynes (posteriormente elegido por Bartlet para ser su candidato a Vicepresidente) en la nominación y pasa a ser el candidato demócrata a las elecciones presidenciales.
Como asesor principal del presidente Bartlet, McGarry posee una oficina contigua al despacho oval y se sienta junto al presidente en la sala de crisis de la Casa Blanca. McGarry está muy involucrado en la definición de las políticas del gobierno y de las operaciones diarias de la Casa Blanca y su personal. En más de una ocasión se dice de él que es quien "maneja el país" y goza de un gran respeto entre los políticos de ambos partidos.
En la sexta temporada, durante unas negociaciones de paz celebradas en Camp David sobre el conflicto de Oriente Medio, McGarry encuentra imposible acercar posturas con Bartlet y en un momento muy tenso acuerdan que McGarry dimitiría a la primera oportunidad posible. Minutos después de la conversación, McGarry sufre un grave ataque al corazón desmayándose mientras caminaba solo por los jardines del recinto. Fue reanimado y sobrevivió, y posteriormente volvió a trabajar para Bartlet en su último debate sobre el estado de la unión como consejero principal del presidente. McGarry fue sucedido en el cargo de jefe de personal por C.J. Cregg, hasta el momento Secretaria de Prensa de la Casa Blanca.
Sin embargo, Bartlet le pidió que se presentara a la carrera presidencial del Partido Demócrata. El candidato demócrata definitivo fue el congresista Matt Santos, que escogió a McGarry como aspirante a vicepresidente. Durante la subsiguiente campaña, la prensa y los medios en general se referían a él como señor McGarry en lugar de secretario McGarry, tratamiento que marca el protocolo para antiguos miembros del Gobierno.
La noche electoral McGarry subió a su habitación de hotel en Houston a descansar un rato antes de la llegada de los resultados. McGarry se desmayó en el baño de su habitación tras sufrir un aparente ataque al corazón. Su cuerpo es encontrado por Annabeth Schott, quien lo lleva a un hospital donde es declarado muerto. La muerte le sobrevino a McGarry 90 minutos antes de que cerrasen los colegios electorales en California y otros estados de la costa oeste, de manera que algunos de los electores conocieron la noticia de su fallecimiento antes de depositar su voto. De todas maneras la candidatura Santos y McGarry ganó por un estrecho margen (30000 votos en el estado de Nevada) a la de Vinick y Sullivan, convirtiéndose de forma póstuma en el vicepresidente electo.
El funeral de McGarry fue celebrado en un templo católico del que no se da el nombre, si bien las escenas fueron filmadas en la catedral de Baltimore (Maryland). El presidente en funciones Josiah Bartlet, el presidente electo Matthew Santos, Josh Lyman, Charlie Young, el antiguo líder demócrata Barry Goodwin y el yerno de McGarry's fueron los porteadores del féretro. Como veterano de guerra, fue enterrado en el Cementerio Nacional de Arlington, Virginia.
McGarry aparece en dos de los cinco episodios filmados, pero aún no emitidos, en fechas próximas a la muerte del actor que lo representa, John Spencer, el 16 de diciembre de 2005. La muerte del personaje fue escrita a raíz de la muerte del actor, de forma que el cuerpo de McGarry no aparece en pantalla cuando es descubierto en la habitación del hotel. Aunque no se le vuelve a ver en la serie tras su muerte, el personaje fue retomado en el final de la serie cuando su hija regala al Presidente Bartlet algo que encontró entre las posesiones de su padre. En la escena final, Bartlet abre el regalo, que resulta ser una servilleta donde McGarry había escrito la frase Bartlet por América y que había utilizado para intentar convencer a Bartlet que se presentase a presidente.

## Relaciones con el personal
En su papel como jefe de personal a veces es autoritario, otras juguetón y otras actúa de forma paternal. Esto queda plasmado en una pequeña historia que le cuenta a Josh: 
Un chico camina por una calle y cae en un hoyo. Las paredes son demasiado empinadas como para salir. Un médico pasa por allí y el chico le grita, "¡Eh, tú! ¿Puedes ayudarme?". El médico le extiende una receta, se la tira al hoyo y se va. Entonces pasa un sacerdote y el chico le grita, "Padre, me he caído a este hoyo, ¿puede ayudarme a salir?". El sacerdote le escribe una oración en un papel, se lo lanza al hoyo y se va. Más tarde pasa un amigo. "Eh, Joe, soy yo, ¿puedes ayudarme a salir?". El amigo saltó al hoyo y nuestro chico le contestó, "¿Eres estúpido o qué? Ahora estamos atrapados los dos aquí abajo". El amigo le dijo, "Sí, pero ya he estado aquí abajo antes y conozco la forma de salir."
En los primeros capítulos aparece su charla del gran trozo de queso, recibida con quejidos y burlas por sus empleados y en la que explica como el presidente Andrew Jackson colocó una vez un gran trozo de queso en el vestíbulo principal de la Casa Blanca para todo el que quisiera comer de él como forma de mostrar lo accesible y cercana que era su administración. Como recuerdo del presidente Jackson y su gran trozo de queso, el personal tendría que reunirse una vez al año con gente a la que normalmente no se le concede ninguna cita con ellos. 